# Corpusty
Corpusty – wieś w Anglii, w hrabstwie Norfolk, w dystrykcie North Norfolk. Leży 29 km na północny zachód od Norwich i 165 km na północny wschód od Londynu.
W 2001 miejscowość liczyła 637 mieszkańców.